# Губиян, Иван
Иван Губиян (хорв. Ivan Gubijan, 14 июня 1923, Бьеловар — 5 января 2009, Белград) — югославский метатель молота, серебряный призёр летних Олимпийских игр 1948 года.

## Биография

### Гимнастика
Родился в 1923 году в Бьеловаре (Королевство сербов, хорватов и словенцев). Его знакомые говорили, что с детства Иван любил лазать по деревьям и перепрыгивать заборы. Эти детские шалости позволили в нём раскрыть гимнастический талант, поэтому с 14 лет он стал участвовать в деятельности местного Сокольского движения. Довольно быстро он прогрессировал и готовился к поездке на Олимпиаду 1940, но её отменили из-за Второй мировой войны. В итоге Вторая мировая война прервала его занятия гимнастикой, но зато он научился метать молот. С тех времён Иван из гимнастических упражнений только исполнял обычное сальто.

### Метание молота
Метанием молота Иван Губиян занялся после того, как во время войны увидел подобные соревнования среди солдат. Наставником Ивана стал легендарный легкоатлет, метатель молота Педро Гоич из Загреба, который стал одним из лучших друзей Ивана. После войны Губиян вступил в спортивное общество «Партизан», членом которого был до глубокой старости. В 1982 году он даже продемонстрировал свою силу, бросив молот на 48,94 м.
При росте 172 см и массе 83 кг он расценивался многими как слабый спортсмен, однако он сумел превратить свои недостатки в сильные качества: перед метанием он совершал четыре оборота, а не три, как делали многие спортсмены. Четыре оборота стали «визитной карточкой» Ивана. Когда ему говорили, что надо делать три оборота и за пример брать венгерских атлетов, тот отвечал: «Видите, какое они — ростом 2 метра, а я метр с лишним всего. Не могу им подражать и побеждать». В 1946 году он победил в метании молота на Балканских легкоатлетических играх (побеждал также в 1953 и 1955 годах); также в 1948, 1949, 1950, 1952 и 1953 годах выигрывал чемпионат страны. Серебряный призёр Средиземноморских игр 1951 года. 27 раз выступал за Югославию на чемпионатах Европы, мира и Олимпийских играх.
В 1948 году Иван выступал на Олимпиаде в Лондоне: бросив молот на 54,27 м, он завоевал серебряную медаль Олимпиады, уступив венгру Имре Немету — тренеру и отцу будущего олимпийского чемпиона по метанию копья Милкоша Немета. Иван был хорошо знаком с семьёй Неметов и дружил с ними. Во время церемонии награждения Иван, получив свою серебряную медаль, соскочил с пьедестала, сделав сальто, что публика встретила аплодисментами. Позднее Иван принимал участие и в Олимпийских играх 1952 года в Хельсинки, но там был лишь девятым. Карьеру спортсмена он завершил в 1955 году.
Национальный рекорд: 56,27 м (установлен в 1947 году). Личный рекорд: 59,69 м. Всего установил пять личных рекордов.

### Тренер
Вплоть до 1991 года техника выполнения броска в четыре оборота была эффективной среди легкоатлетов, позволяя им ставить мировые рекорды. Губиян стал тренером для многих известных спортсменов: Крешимир Рачич, Звонко Безьяк, Даниела Янкович, Зоран Лончар. Рекорд Губияна побил Рачич в 1955 году, бросив молот на 60,28 м.

### Личная жизнь
Иван был женат на Розике, в браке родились дочь Хермина и сын Звонко; также у Ивана были двое внуков, детей Звонко. В 2007 году умерла супруга Ивана, что стало для него ударом. Последние дни своей жизни он провёл в Военно-медицинской академии Белграда, где умер утром 4 января 2009.